# Paratetrapedia pygmaea
Paratetrapedia pygmaea is een vliesvleugelig insect uit de familie bijen en hommels (Apidae). De wetenschappelijke naam van de soort is voor het eerst geldig gepubliceerd in 1902 door Schrottky.